# Романцов, Николай Михайлович
Никола́й Миха́йлович Романцо́в (18 августа 1930, Каменский район — 24 января 2004, Новокузнецк, Кемеровская область) — бригадир проходческой бригады шахты «Юбилейная» комбината «Южкузбассуголь» (Новокузнецк).

## Биография
Родился 18 августа 1930 года в хуторе Долгалево Воронежской области.
Его трудовая деятельность началась в 1948 году в посёлке Гуково Ростовской области на шахте № 15/16, куда он устроился работать навалоотбойщиком. После переезда в Новокузнецк Николай Михайлович работал на шахте имени Орджоникидзе, где в 1950 году стал бригадиром проходчиков. С 1960 года он принимал участие в строительстве шахты «Юбилейной». Его бригаде было предоставлено почётное право первой выдать уголь на-гора, когда строительство шахты было закончено.
В 1967 году Николай Михайлович перешёл на проходческий участок № 8 шахты «Юбилейная», где возглавил бригаду, которая добилась огромных успехов и является автором многих мировых и Всесоюзных рекордов. В 1970 году бригада Н. М. Романцова установила рекорд — за 31 рабочий день было пройдено 3928 метров горной выработки без затрат времени на крепление. В следующем году снова рекорд — за такое же время пройдено 3016 метров, но уже с учётом времени на крепление выработки. В марте 1974 года бригада выполнила пятилетнее задание — за 3 года и 3 месяца было пройдено 38 км горных выработок. В августе 1975 года бригадой был установлен мировой рекорд проходки подготовительных горных выработок: за 25 рабочих дней пройдено 3585 метров с анкерным креплением. В 1976 году бригада за 25 рабочих дней прошла 3600 погонных метров. Это был новый Всесоюзный рекорд. Такого не добивался ни один проходческий коллектив в стране. 1 декабря 1978 года бригада Н. М. Романцова выполнила план 10-й пятилетки. За 3 неполных года было пройдено свыше 45 км горных выработок.
Н. М. Романцов — почётный шахтёр, кавалер орденов Ленина и Трудового Красного Знамени, знака «Шахтёрская слава» трёх степеней.
В 1974 году за выдающиеся успехи в выполнении заданий девятой пятилетки и социалистических обязательств по проведению горных выработок Романцову Николаю Михайловичу было присвоено звание Героя Социалистического Труда.